# S1 (Georgien)
Die S1 (georgisch: ს 1) ist die Hauptverkehrsstraße in Georgien. Sie führt von der Hauptstadt Tiflis über Gori, Kutaissi und Sochumi bis zur russischen Grenze. Dort führt sie als A147 () weiter nach Sotschi. Die Straße hat eine Länge von circa 537 km. Die offizielle Länge beträgt 552 km, aber die tatsächliche Länge beträgt seit der Neugestaltung verschiedener Abschnitte 537 km.
Die E60 läuft zwischen Mzcheta (nördlich von Tiflis) und Senaki zusammen mit der S1. Ab Senaki ist die S1 Teil der E97 und zwischen Mzcheta und Natachtari (S3) Teil der E117.

## Geschichte
Zwischen 1960 und 1982 bestand die Route der heutigen S1 aus den sowjetischen Hauptstraße 17 (Tiflis nach Samtredia) und 19 (Noworossijsk nach Batumi über Sochumi und Samtredia). Sie war in dieser Zeit eine der wenigen nummerierten Straßen in der Sowjetunion. Seit 1982 war die heutige S1-Route vollständig Teil der sowjetischen Hauptstraße M27, die über eine Strecke von 1439 km von Baku nach Noworossijsk führte. Sie war damit eine der wichtigsten Trans-Kaukasus-Routen. Nach 1991 lag die M27 in drei Ländern (Russland, Georgien und Aserbaidschan). Der georgische Teil wurde 1996 in S1 und S4 umnummeriert und der aserbaidschanische Abschnitt heißt jetzt M1. Der russische Teil der M27 existierte bis 2018, als er in A147 umnummeriert wurde. Problematisch ist die Situation um Abchasien, wo in den Jahren 1992 und 1993 ein Bürgerkrieg tobte, den Georgien verlor.
In den letzten Jahren wurde die S1 zwischen Tiflis und Chaschuri und zwischen Sestaponi und Samtredia auf 2 × 2 Fahrspuren mit höhenfreien Kreuzungen ausgebaut. Diese Teile sind modern und nach westeuropäischen Anforderungen gebaut worden. Im Jahr 2019 wurde auf dem Abschnitt Chaschuri – Sestaponi mit dem Bau einer komplett neuen 2 × 2-Autobahn begonnen. Diese soll aufgrund der geografischen Gegebenheiten bis 2024 mit vielen Tunneln und Brücken fertiggestellt sein.

## Großstädte an der Autobahn
- Tiflis
- Gori
- Kutaissi
- Sochumi
- Gagra